# Kyaw Soe Oo
Kyaw Soe Oo ( birman : ကျော်စိုးဦး;mymyné Birmanie) est un journaliste et une personnalité médiatique birman surtout connu pour son travail avec People Media. Il est reconnu pour ses reportages d'investigation sur la crise politique, les questions de droits de l'homme et les affaires militaires au Myanmar, et il est devenu une voix importante dans les médias indépendants en période de bouleversements politiques,.